# Jean Luc Anthelme Mollet
Jean Luc Anthelme Mollet, né à Belley (Ain), le 23 mai 1752, mort à Belley (Ain), le 15 mars 1834, député de l'Ain à la Convention nationale.

## Biographie
Avocat à Belley avant la Révolution, il est élu, le 5 septembre 1792, député de l'Ain à la Convention nationale, et siège parmi les modérés.
Lors du Procès de Louis XVI, il vote pour la culpabilité du roi de conspiration contre la liberté publique et d'attentats contre la sûreté générale de l'État, pour la ratification du jugement du peuple, pour la détention, puis le bannissement quand la sûreté publique le permettra et pour le sursis. Le 13 avril 1793, il est absent lors du vote relatif à la mise en accusation de Marat, et, le 28 mai, il s'abstient dans le scrutin sur le rapport du décret qui a cassé la Commission des Douze la veille.
Ayant donné sa démission, le 16 août 1793, pour maladie, Mollet est remplacé par son suppléant, Anthelme Ferrand, le 18 août 1793.
Le 13 mai 1815, il est élu à la Chambre des Cent-Jours par l'arrondissement de Belley, puis quitte la vie politique.

## Sources
- « Jean Luc Anthelme Mollet », dans Adolphe Robert et Gaston Cougny, Dictionnaire des parlementaires français, Edgar Bourloton, 1889-1891 [détail de l’édition]